# Vaccin

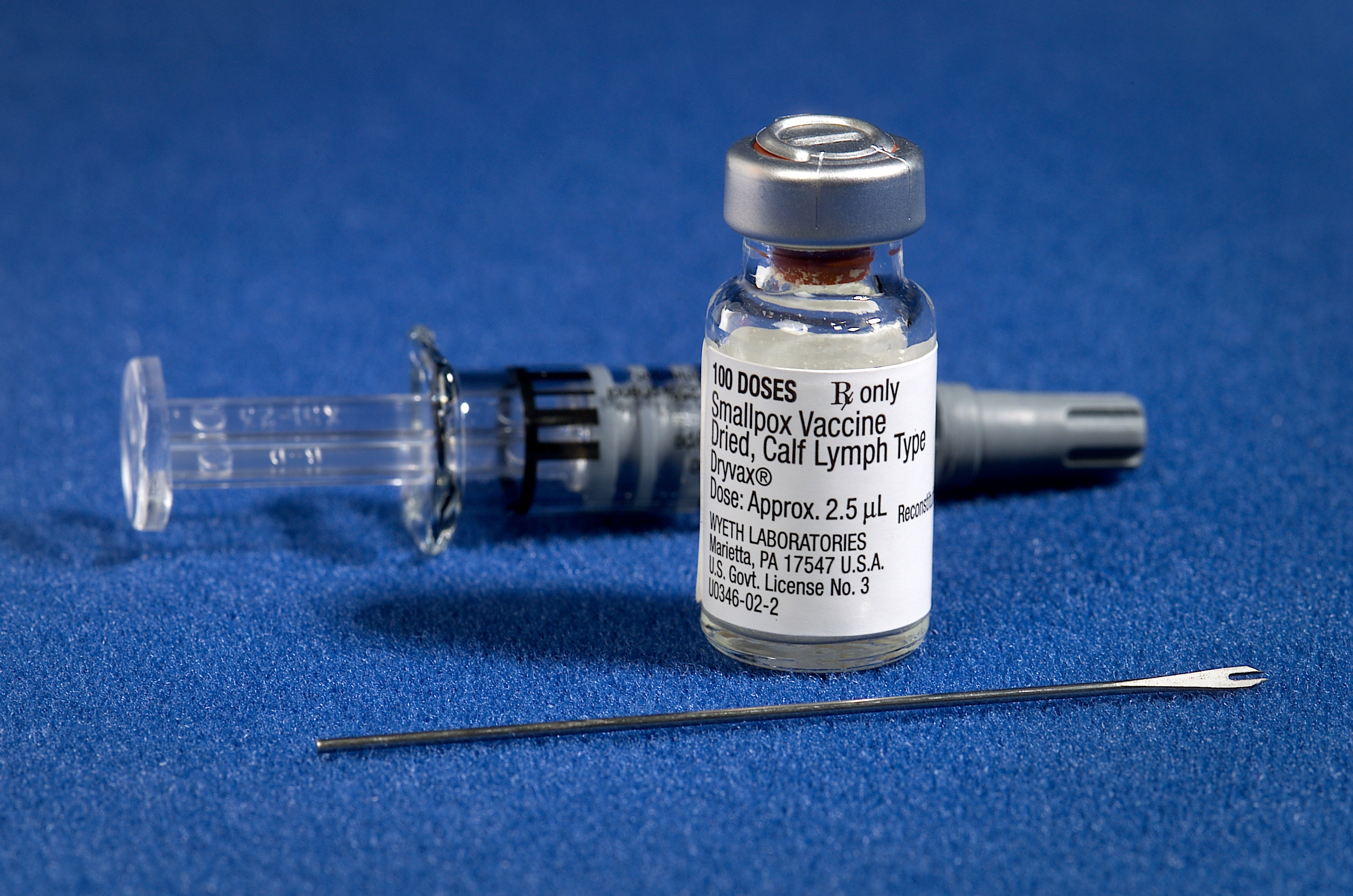
Pokkenvaccin bereid via kalveren. Speciale naald, 2002.

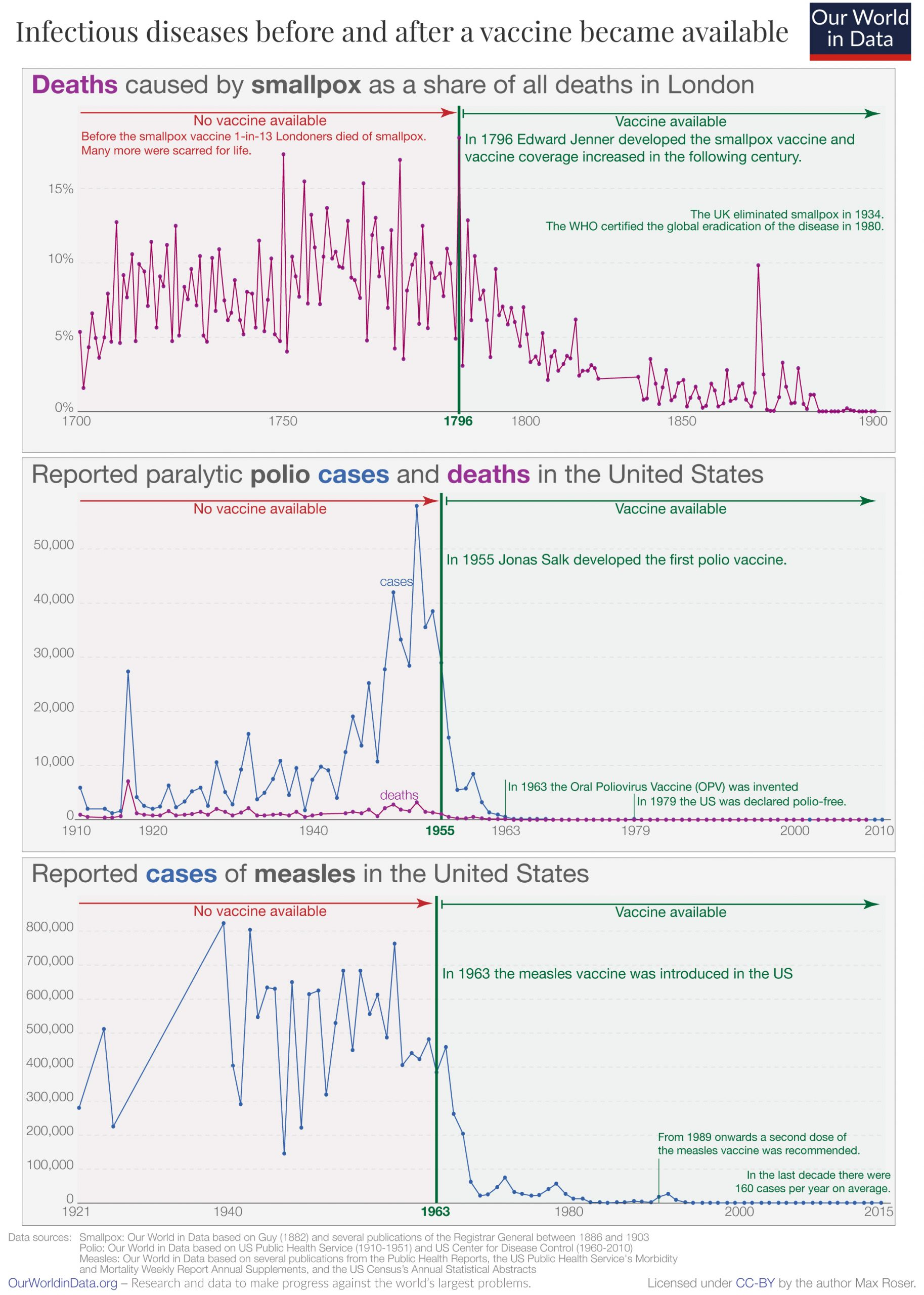
Het voorkomen van pokken, polio en mazelen voor en nadat er een vaccin beschikbaar werd. Een vaccin zorgt voor een vermindering van het aantal besmettingen in een populatie, en draagt (indirect) bij aan het verminderen van het aantal doden.

Een vaccin of entstof is geen geneesmiddel, maar een preventief middel tegen ziekte. Na toediening van een vaccin of inenting, zijn mens of dier min of meer langdurig beschermd tegen een infectieziekte door een specifiek schadelijk micro-organisme of pathogeen. Het gaat daarbij hoofdzakelijk om virussen en sommige bacteriën. Een vaccin kan bestaan uit een biologisch (natuurlijk) of genetisch gemanipuleerd antigeen (eiwit), of uit genetische fragmenten (DNA of mRNA), met eventueel daaraan toegevoegd virale vectoren uit de gedode of verzwakte pathogeen.
Een toegediend vaccin wekt bij mensen (of dieren) een immuunrespons op zonder hen ziek te maken. De gevaccineerde is door de vaccinatie bestand tegen de gevolgen van een eventuele latere infectie door de betreffende pathogeen. Het door het vaccin getrainde immuunsysteem, meer speciaal het verworven of specifieke immuunsysteem, dat wordt gevormd door speciale witte bloedcellen (B-geheugencellen en T-geheugencellen), zal de binnengedrongen pathogeen herkennen en uitschakelen. Zo wordt een verdere verspreiding van de pathogeen door de lichaamsweefsels (een infectieziekte) van het organisme voorkomen.
Vaak dient een vaccin ter preventie van meerdere infectieziektes tegelijk, en worden combinaties van entstoffen toegepast. Zo kent men voor de mens het DKTP-vaccin dat tegelijkertijd beschermt tegen difterie, kinkhoest, tetanus en poliomyelitis. Dit noemt met een combinatievaccin
Een nieuwe, onbekende pathogeen kan leiden tot een landelijke epidemie, of zelfs een pandemie, omdat er nog geen vaccin beschikbaar is: de populatie is niet ingeënt en heeft geen immuniteit kunnen opbouwen. Een voorbeeld hiervan is de coronapandemie die in 2020 uitbrak. Het ontwikkelen en produceren van vaccins is essentieel voor de volksgezondheid en wordt in veel landen gefinancierd en uitgevoerd via een vaccinatieprogramma door de overheid.

## Etymologie
De term vaccineren komt van het Latijnse woord vaccinia, de Latijnse medische benaming voor het koepokkenvirus (vaccus is Latijn voor 'koe'). De term stamt uit het einde van de 18e eeuw en verwijst naar de door Edward Jenner ontwikkelde methode om mensen met het koepokkenvirus te besmetten, waardoor ze ook weerstand kregen tegen het nauw verwante gewone pokkenvirus, dat gevaarlijk is voor mensen.

## Soorten vaccins
Er zijn verschillende soorten vaccins in gebruik:
- Antigeenbevattende vaccins
  - 'klassieke' vaccins die volledige ("whole") micro-organismen bevatten, hetzij in verzwakte of geïnactiveerde vorm (bijvoorbeeld sommige poliovaccins, het buiktyfusvaccin dat ingeslikt kan worden en het Sanofi-GSK COVID-19-vaccin dat nog in ontwikkeling is)
    - geïnactiveerde vaccins worden gemaakt door het virus te behandelen met chemicaliën (bijvoorbeeld formaldehyde) of met behulp van irradiatie of UV-stralen. Zij zijn over het algemeen niet zo efficiënt en vergen herhaalde toediening ("booster").
    - levende vaccins of levend verzwakte vaccins zijn vaccins waarin de ziektekiem nog levend maar in sterk verzwakte vorm aanwezig is. Men zorgt bijvoorbeeld dat het virus thermosensitief wordt, waardoor het zich niet bij een normale lichaamstemperatuur zal kunnen vermenigvuldigen. Daardoor is zijn ziekmakend vermogen veel kleiner dan de natuurlijke ziektekiem. De meeste levende vaccins zijn virusvaccins. Levende vaccins zijn efficiënter dan geïnactiveerde vaccins maar kunnen een bepaald risico inhouden bij verzwakte personen of zwangere vrouwen.

  - vaccins die bestaan uit gezuiverde macromoleculen
    - anatoxines
    - subunit-vaccins
    - geconjugeerde vaccins
- Antigeencoderende vaccins
  - virale-vectorvaccins – vaccins op basis van recombinante virussen
  - RNA-vaccins

### Experimentele soorten vaccins
- bacteriële-vectorvaccins
- DNA-vaccins
- Inverse vaccins

## Toediening van vaccins
Vaccins worden intramusculair, subcutaan of intracutaan als een injectie toegediend. Sommige levende, maar verzwakte, vaccins kunnen worden geslikt, of in een op de huid aangebracht krasje gewreven. Het poliovaccin van Albert Sabin wordt middels een suikerklontje toegediend. Er wordt geëxperimenteerd met toediening via de neus (intranasaal). Bij de meeste vaccinaties is er na een maand een tweede, boosterdosis nodig, en soms, na enige maanden, nog een derde.

## Geschiedenis[4]

### Athene in 430 voor Christus
De Griekse historicus en generaal Thucydides beschreef in zijn Geschiedenis van de Peloponnesische Oorlog (Ἱστορίαι) de plaag van Athene, de epidemie die in 430 v.Chr. in Athene uitbrak. In dit werk, een van de eerste wetenschappelijke geschiedenisboeken, beschreef hij verworven immuniteit. Hij zag onder andere dat de slachtoffers vooral vielen in de dichtstbevolkte wijken van Athene en dat artsen het grootste risico liepen om besmet te worden. Verder stelde hij vast dat de epidemie niet alleen in Athene woedde, maar door soldaten tot ver buiten de stad verspreid werd.
Zijn belangrijkste ontdekking was dat men niet opnieuw ziek werd (of minder ernstig ziek) als men de plaag had overleefd (zoals hijzelf). Deze immune patiënten konden de zieken blijven verzorgen.
In het Oude Rome dacht men algemeen - dankzij Hippocrates - dat miasmen (te vertalen als verontreinigde lucht) besmettelijke ziekten veroorzaakten en verspreidden. Organisch materiaal veroorzaakte giftige dampen die de lucht verontreinigden en de mens ziek maakten. Mensen in dichtbevolkte gebieden werden dus massaal ziek. De oorzaak van miasmen zocht men ook in zonsverduisteringen, vulkanische uitbarstingen, kometen en bovennatuurlijke verschijnselen.
Thucydides bedacht een theorie die revolutionair was in zijn tijd, zonder enig besef van bacteriën of virussen. Hij zag de besmettelijkheid van de plaag (menselijk contact en niet het inademen van dezelfde besmette lucht) en vond dat het doormaken en overleven van de plaag bescherming bood tegen een volgende besmetting. Hiermee legde hij het fundament voor de moderne epidemiologie en immunologie.

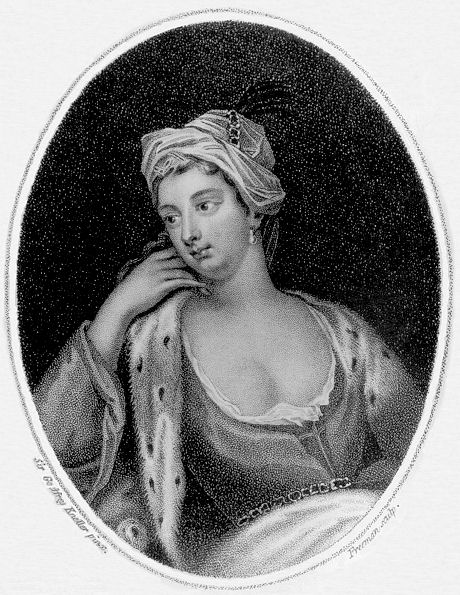
Samuel Freeman naar Godfrey Kneller: Lady Mary Wortley Montagu (1689 – 1762)

### Ontdekking van variolatie
Het pokkenvirus of variola was een ernstige infectieziekte, meestal opgelopen door inademing van vochtdruppeltjes van besmette personen. Na het verschijnen van symptomen die lijken op griep ontstaat een typische huiduitslag met vochtblaasjes, die leidt tot etterende zweren. Hierna drogen deze pokken op en vallen de korstjes af, vaak met blijvende littekens.
De Chinezen wisten al vóór de 15e eeuw dat wie de pokken overleefde, de ziekte geen tweede keer meer kon krijgen. Men trachtte kinderen te beschermen tegen de pokken door ze bewust hiermee in aanraking te brengen. De kenmerkende korsten van besmette personen droogde men en injecteerde ze dan met een pijpje in de neus van jonge kinderen. Ze kregen hierdoor een mildere vorm van de besmetting die hen beter beschermde tegen een volgende infectie. Een kleine incisie (snee) in de arm met korsten gaf nog betere resultaten.
Deze techniek, genaamd variolatie of inoculatie, verspreidde zich door het Midden-Oosten. Ook in Groot-Brittannië kreeg men aan het begin van de 18e eeuw interesse, dankzij de Britse Lady Mary Wortley Montagu, de vrouw van de Britse ambassadeur in Constantinopel. Tijdens haar tijd in het Ottomaanse rijk leerde zij deze techniek kennen en liet vervolgens in 1718 haar zoon varioleren onder toezicht van Charles Maitland, een Schotse arts die op de Britse ambassade werkte.

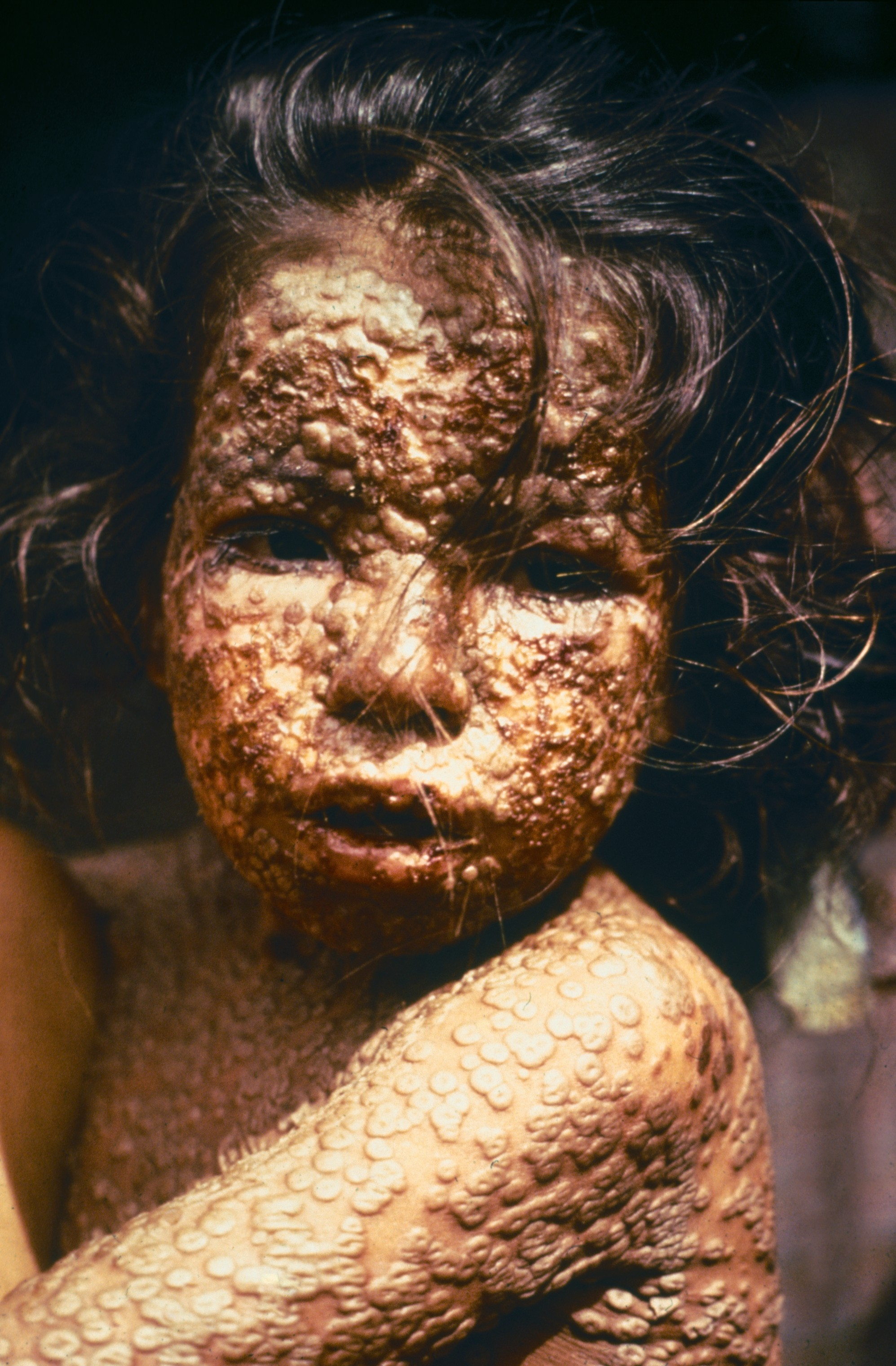
Meisje met pokken sinds 1973 in Bangladesh, 1975. In december 1977 was Bangladesh volgens een Commissie van de WHO vrij van pokken.

### Van variolatie naar vaccinatie
De Engelse arts John Fewster begon in 1768 zijn patiënten te varioleren tegen de pokken, maar zonder veel resultaat. Het bleek dat zij allemaal reeds besmet waren geweest met een andere, mildere variant van de pokken, de koepokken, een virale huidziekte bij runderen, waarbij besmette dieren vaak zweren op hun uier ontwikkelen. Wie koeien melkt kan via kleine wondjes op zijn handen besmet worden door het virus, dat een plaatselijke ontstekingsreactie geeft. Deze ontsteking geneest spontaan na enkele weken. De nauwe verwantschap van koepokken met de echte pokken zorgde voor de immuniteit tegen de echte pokken. Mensen op het platteland wisten dat, maar artsen deden dit af als kletspraat.
De Engelse arts Edward Jenner verzamelde hier aanvankelijk bewijs voor en publiceerde als eerste een beschrijving van het beschermende effect van vaccinatie. Benjamin Jesty, een Engelse boer, vaccineerde voor het eerst zijn vrouw en kinderen maar interesseerde zich verder niet voor het verkennen en verspreiden van deze techniek.
Jenner had amper zelf variolatie overleefd. Het trauma dat hij hier aan had overgehouden was zijn motivatie om een beter alternatief te vinden. Hij ontmoette in 1796 Sarah Nelms, een melkmeisje met zweren op haar handen, veroorzaakt door koepokken. Jenner dacht aan wat Fewster had geobserveerd en nam wat vocht af uit een van haar wonden. Hij kraste dit in de arm van James Phipps, het achtjarig zoontje van zijn tuinman. James werd ziek van de koepokken, met milde symptomen, maar hij herstelde volledig. Toen Jenner de jongen na twee maanden opnieuw varioleerde, dit keer doelbewust met de echte pokken, bleef James gezond en kon Jenner de conclusie trekken dat het kind immuun was voor de pokken.

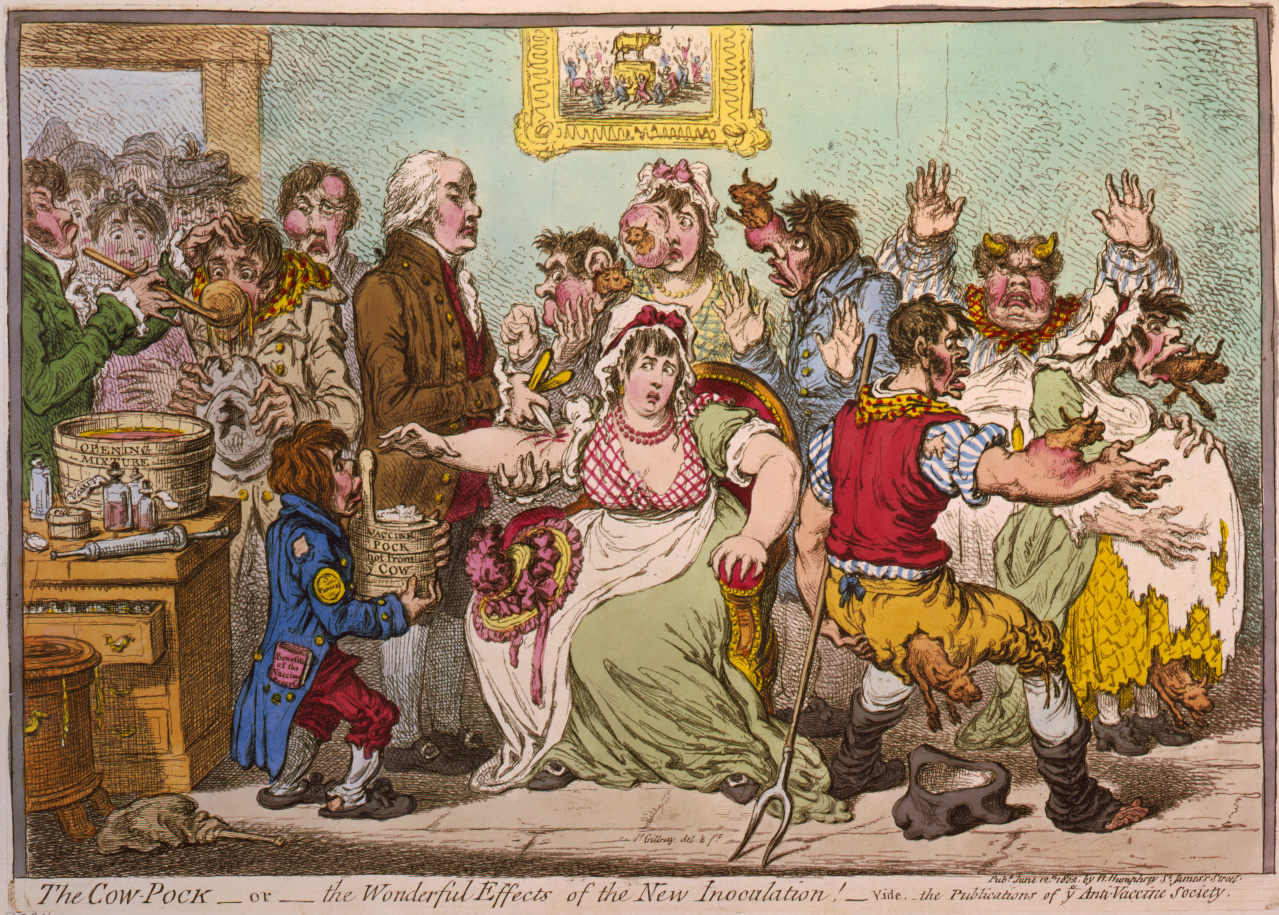
James Gillray: The Cow-Pock .... Spotprent op de inenting in een ziekenhuis in St. Pancras, Londen. Koeien duiken op uit neuzen, billen en dijen. Aan de muur een afbeelding van het Gouden kalf, 1802.

Jenner wist de gevaren van variolatie te omzeilen door de mildere koepokkenvariant te gebruiken. Hij noemde zijn techniek vaccinatie, naar vacca, het Latijnse woord voor 'koe'.
Omdat hij zijn werk niet gepubliceerd kreeg, gaf hij het in 1798 zelf uit. Veel enthousiasme lokte dat in het begin niet uit. Men vond het niet logisch: een besmetting oplopen via een ziek dier om zelf niet ziek te worden. Jenner kon ook niet uitleggen wat koepokken waren en waardoor ze tegen pokken bescherming boden.
Het staat vast dat zijn onderzoek talloze levens heeft gered. In de 20e eeuw stierven om en bij 300 miljoen mensen aan pokken. In 1980 werd deze ziekte officieel als uitgeroeid verklaard door de Wereldgezondheidsorganisatie. Dat was het resultaat van een wereldwijde vaccinatiecampagne die dertien jaar duurde.

### De experimenten van Louis Pasteur
Het duurde tot aan het einde van de 19e eeuw vooraleer de kiemtheorie officieel de miasmatheorie verving. De kiemtheorie stelde dat de oorzaak voor ziekten onzichtbare micro-organismen zijn. Jean Toussaint, een Franse microbioloog, stuurde zijn collega Louis Pasteur een bacterie toe. Het was de Pasteurella multicoda, de veroorzaker van dodelijke cholera bij pluimvee. Een assistent van Pasteur, Émile Roux, liet bij toeval of niet een cultuur van deze bacterie enkele weken in het laboratorium staan, niet afgeschermd van de lucht. Geïnjecteerd bij kippen veroorzaakte die wel kort ziekte, maar zonder dodelijke afloop. Als er een verse cultuur bacteriën enige tijd later bij dezelfde kippen werd geïnjecteerd, bleven ze gezond.
Pasteur realiseerde zich snel dat hier opvallend veel overeenkomsten waren met de koepokkenvaccinatie van Jenner. Injectie van een verouderde en daardoor verzwakte vorm van de bacterie leidde tot bescherming tegen een volgende infectie met de verse en dus gevaarlijkere bacterie.
Louis Pasteur zag de mogelijkheid om virulentie door micro-organismen af te zwakken en ze zo effectief in te zetten als vaccin. Hij ontwikkelde met succes een aantal vaccins, zoals dat tegen hondsdolheid, zonder precies hun werking te kennen. Zijn theorie was dat de eerste toediening van de ziekteverwekker leidde tot het verbruik van essentiële voedingsmiddelen, zodat bij een tweede toediening de organismes zich niet meer volledig konden ontwikkelen. Vaccinatie werkte dus, zo concludeerde hij, indien men levende organismen injecteerde.
Jean Toussaint beschreef in 1880 de eerste resultaten van zijn experimentele vaccinatiestudies via de miltvuurbacterie (Bacillus anthracis). Het vaccin werd bereid via verhitting gedurende tien minuten bij 55 °C. In een later stadium doodde hij de bacteriën met fenol. Dit dode vaccin bleek honden en schapen te beschermen tegen een volgende besmetting met de levende bacterie.
Pasteur, hierover verontwaardigd omdat dit zijn hypothese tegensprak, wilde Toussaints ongelijk bewijzen. In 1881 kwam hij uiteindelijk zelf met een eigen levend vaccin. Hij werd uitgedaagd om de werkzaamheid van zijn vaccin in het openbaar te demonstreren op een boerderij in Pouilly-Le-Fort, een gehucht van Vert-Saint-Denis, een 40 km van Parijs. Pasteur nam de uitdaging graag aan.
Een geit, zes koeien en 24 schapen werden door Pasteur op de boerderij gevaccineerd, en vijftien dagen later een tweede keer. De rest van de dieren werd ongemoeid gelaten. In een volgende fase, een maand later, infecteerde men alle dieren met de miltvuurbacterie. Daarop kwamen 200 geïnteresseerden een tijd later zich vergewissen van de toestand van de dieren. De gevaccineerde waren in prima gezondheid, terwijl de niet-gevaccineerde dood of stervende waren. Het brede publiek maakte zo kennis met de resultaten van vaccinatie en Pasteur kreeg hierdoor een speciale status bij de Fransen.
Pasteur, een zeer geheimzinnig en gereserveerd man, vermeed absoluut dat de buitenwereld ooit inzage kreeg in zijn wetenschappelijke notitieboeken. Daarvoor had hij gedetailleerde instructies gegeven aan zijn familie om dit nooit toe te staan. In 1970 was het zijn kleinzoon die deze aantekeningen toch aan de Nationale Bibliotheek in Parijs schonk. Toen werd het duidelijk dat Pasteur in het geheim niet zijn eigen levend verzwakt vaccin had gebruikt, maar een dood vaccin, aan hem geschonken door een van zijn medewerkers, Charles Chamberland. Chamberland had bacteriën gedood met kaliumdichromaat en Pasteur had zijn dode vaccin gebruikt omdat zijn eigen werkwijze leidde tot uiteenlopende resultaten. Dat leidde later tot het zogenoemde Geheim van Pouilly-le-Fort. Chamberland had zich laten inspireren door het pionierswerk van Jean Toussaint. Hij stierf in 1890, 43 jaar oud, als gevolg van een zenuwinzinking en zonder erkenning voor zijn baanbrekend werk.
Pasteur kwam later te weten dat afzwakking van ziekteverwekkers mogelijk was door andere diersoorten er herhaaldelijk mee te besmetten. Konijnen werden geïnfecteerd met hondsdolheid. Van de diertjes die symptomen vertoonden werd de ruggengraat verwijderd en steeds langer gedroogd. Zo creëerde hij hondsdolheidvirussen wier ziekteverwekking steeds maar afnam. Honden die hiermee werden besmet door ze eerst met virussen van de langst gedroogde ruggengraten te injecteren en dan verder met de minder lang gedroogde, ontwikkelden geen hondsdolheid meer.
Pasteur, maar eigenlijk Toussaint, was de eerste die via manipulatie bacteriën in een laboratorium afzwakte om ze nadien te injecteren. Jenner had het eenvoudiger aangepakt en vond koepokken op de uiers van koeien, ook afgezwakte ziekteverwekkers.

### Joseph Meister en een nieuw vaccin
De negenjarige Joseph Meister werd in 1885 bij Pasteur gebracht omdat hij was gebeten door een hondsdolle hond. Hij aarzelde om de jongen te behandelen, zeker omdat hij geen arts was en niet zeker was of zijn behandeling bij mensen zou aanslaan. Hij besloot hem toch te vaccineren omdat Meister anders zou sterven. Na dertien injecties was Meister gezond en werd de werking van vaccinatie aangetoond.
De ontwikkeling van nieuwe vaccins is nodig en hun ontwikkeling verloopt veel trager dan gewenst. De oorzaak hiervoor is de complexiteit van virussen en van ons eigen immuunsysteem. Dat bewees de ontwikkeling van het vaccin tegen hiv. Toch zien wetenschappers de mogelijkheid om vaccins te ontwikkelen die afrekenen met voedselallergie, nicotine of alcoholisme. Theoretisch kan men tegen elke stof die vreemd is aan ons lichaam een respons activeren van ons afweersysteem.

### Biotechnologische technieken
Sinds de jaren 1990 gebruikt men steeds vaker biotechnologische procédés bij de vervaardiging van vaccins. Het gaat dan vooral om in het laboratorium gekweekte cellen (voornamelijk cellen van bacteriën, gisten of draadschimmels) die een eiwit van een infectieus agens (antigeen) produceren. Dit zijn dus transgene cellen in wiens genoom men het gen voor het infectieuze agens heeft ingebracht dat codeert voor het antigeen dat men wil verkrijgen. Dit antigeen wordt vervolgens gezuiverd en gecombineerd met verschillende adjuvantia om een vaccin te ontwikkelen dat bij patiënten wordt geïnjecteerd.

### RNA-techniek
Vanaf de jaren 1990 zijn RNA-vaccins en virale-vectorvaccins ontwikkeld. Genetisch gemodificeerd DNA wordt ingebracht in een DNA-virus dat als virale vector fungeert. Wanneer een dergelijk vaccin in een persoon of dier geïnjecteerd wordt, dringt het DNA binnen in de cellen en wekt het een beschermende immunologische respons op doordat de cellen een lichaamsvreemd antigeen beginnen te produceren. Bij dit type vaccin wordt de menselijke of dierlijke cel dus zelf de vaccinproducent. In 2020 zijn de eerste vaccins die op deze wijze werken goedgekeurd voor gebruik bij mensen.